# Caüsac de Vera
Caüsac de Vera (en francès Cahuzac-sur-Vère) és un municipi francès situat al departament del Tarn i a la regió d'Occitània.

## Demografia
| 1962                                       | 1968  | 1975  | 1982  | 1990  | 1999  | 2006  |
| ------------------------------------------ | ----- | ----- | ----- | ----- | ----- | ----- |
| 1.106                                      | 1.130 | 1.166 | 1.053 | 1.074 | 1.027 | 1.022 |
| Des de 1962: població sense dobles comptes |       |       |       |       |       |       |

## Administració
| Període | Identitat     | Partit |
| ------- | ------------- | ------ |
| 2001-   | Michel Bonnet |        |

## Agermanaments
- Lauterbach (Hessen)
- Tormac